# 法比安：一个道德家的故事
《法比安：一个道德家的故事》（德語：Fabian. Die Geschichte eines Moralisten）是德国作家埃里希·凯斯特纳于1931年寫成的小说。該小說曾改編成電影以及舞台剧。

## 情節
故事的主角雅科布·法比安博士（Dr. Jakob Fabian）是个日耳曼學学家，以写文案为业。雅科布·法比安探访過柏林的妓院、地下酒馆、艺术家们的工作室。他也在不经意间被卷入了纳粹主义者和共产主义者之间的冲突。後來法比安离开了柏林，回到了故乡德累斯顿。他在一家右翼报社找到了工作，但他并没有去上班。法比安在试图救一个跳桥了的男孩时溺亡于河中。其实，那男孩会游泳，而法比安卻不会。